# Videm pri Ptuju
Videm pri Ptuju je naselje in središče Občine Videm ter krajevne skupnosti. Do leta 1952 se je kraj imenoval Sv. Vid pri Ptuju. Je razloženo naselje na južnem robu Dravskega polja na obeh bregovih reke Dravinje, ki se nedaleč od tu izliva v Dravo.

## Zgodovina
Kraj se v pisnih virih omenja leta 1355, ko je bil imenovan župnik v cerkvi ob Dravinji. Sicer pa se kraj z imenom »S. Vitus in Tren« omenja v listini iz leta 1392.
Matej Slekovec piše v župnijski kroniki, da je stal na »Gradišču«, ob izlivu Dravinje v Dravo, na najvišjem vrhu, nekoč mogočni grad Tranek (Dranek), ki nosi ime po Dravinji. Danes o gradu ni sledu. Lastniki haloških posesti so bili gospodje Draneški, nato so ga odkupili gospodje Ptujski. Kasneje se grad omenja vse do druge polovice 14. stoletja. V bližini gradu pa se v začetku 15. stoletja omenja cerkvica Sv. Janža, ki so jo dali postaviti gospodje Ptujski.
Kraj so pestile različne nesreče. V letu 1532 so Turki napadli in porušili več gradov in cerkva v Halozah, med njimi najbrž tudi grad Dranek. Cerkev Sv. Vida so kmalu obnovili, razvaline gradu pa so izginile. V letu 1645 se je kuga razširila iz Ptuja na Videm. Tako je bila meseca julija že polovica hiš zaznamovanih z belim križem, znamenjem kuge.
Šola v kraju ima večstoletno tradicijo. Prve omembe organistov in učiteljev najdemo zapisane v župnijski kroniki od leta 1692 dalje. Z imenom »Schulmeister« je leta 1719 omenjen Franz Anton Sutori. Od tega časa naprej lahko govorimo o kontinuiranem pouku v kraju.

## Zgradbe
Središče kraja se je v zadnjih dvajsetih letih močno spremenilo. Novo zgrajena poslopja, kot so gasilski dom, pošta, trgovine, pekarna, gostilna, banka, bifeji, sušilnica hmelja, velika moderna šola, most čez Dravinjo in nova zgradba občinske hiše, mu dajejo urbaniziran, skoraj mestni videz.

## Vasi v Krajevni skupnosti
Danes sestavljajo krajevno skupnost naslednje vasi:  
- Dravinjski Vrh,
- Ljubstava,
- Majski Vrh od h. št. 8 naprej,
- Sela
- Šturmovci,
- Videm pri Ptuju,

ki skupaj štejejo 1039 prebivalcev v 324 gospodinjstvih. V kraju stoji nova občinska zgradba.

## Občinski praznik in prireditve
Občinski praznik slavijo 15. junija - na Vidovo.
V pustnem času je že tradicionalna povorka Fašenk na Vidmu. Na njej sodelujejo tradicionalne pustne maske: korant iz Lancove vasi z značilnimi rogovi, orači iz Haloz in rusa.

## Naravne znamenitosti
V neposredni bližini med Studenčnico in Dravinjo se razprostira Krajinski park Šturmovci, kjer so ohranjene nekatere ogrožene živalske in rastlinske vrste.